# Barwani (stato)
Lo Stato di Barwani (noto anche storiograficamente col nome di Stato di Avasgarh) fu uno stato principesco del subcontinente indiano, avente per capitale la città di Barwani.

## Storia

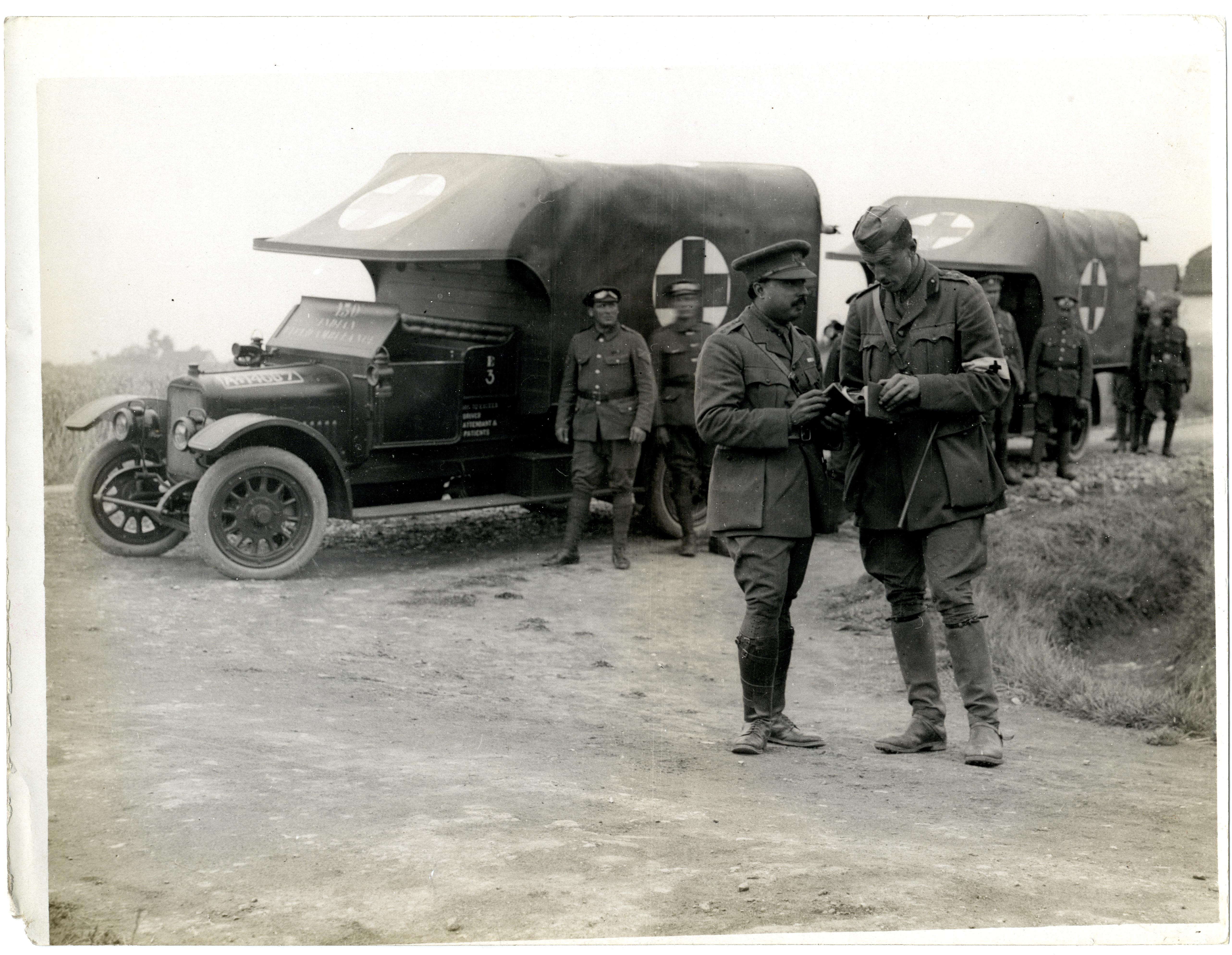
Il maharaja Ranjit Singh of Barwani (1888 - 1930) con delle ambulanze a Merville, in Francia, durante la Grande Guerra

Lo stato venne fondato nel IX secolo ed all'epoca era noto col nome di Avasgarh.
Sebbene perse gran parte del proprio territorio statale nel corso del XVII secolo sotto la dominazione dei maratha, non divenne mai tributario del medesimo impero, mantenendo sempre la propria indipendenza.
Nel British Raj, lo stato di Barwani fece parte dell'Agenzia di Bhopawar, una divisione dell'Agenzia dell'India Centrale. A sud lo stato confinava con la catena montuosa del Satpura e col fiume Narmada. Copriva un'area di 3051,02 km² con una popolazione di 76.136 abitanti al 1901 (prevalentemente di etnia bhil). La tutela delle copiose foreste locali era affidata agli inglesi.
Lo stato contribuì al fianco dell'esercito inglese nella prima guerra mondiale col rana Ranjit Singh in prima linea a fianco dell'esercito, motivo per cui alla fine del conflitto ottenne il titolo personale di maharaja.
Dopo l'indipendenza indiana nel 1948, il Rana di Barwani entrò a far parte dell'India e lo stato divenne parte del distretto di Distretto di Nimar dello stato di Madhya Bharat. Il Madhya Bharat venne poi unito a formare il Madhya Pradesh dal 1º novembre 1956.

## Governanti
I governanti di Alirajpur ebbero dapprima il titolo di Rana. Ottennero un saluto militare per le occasioni ufficiali di 11 colpi di cannone a salve.

### Rana
- 1675 -        1700 Jodh Singh                         (m. 1700)
- 1700 -        1708 Parbat Singh                       (m. 1708)
- 1708 -        1730 Mohan Singh I                      (m. 1731)
- 1730 -        1760 Anup Singh                         (m. 1760)
- 1760 -        1794 Umed Singh                         (m. 1794)
- 1794 -        1839 Mohan Singh II                     (m. 1839)
- 1839 -        1861 Jashwant Singh (1ª volta)          (m. 1880)
- 1861 -        1873 vacant
- 1873 -        1880 Jashwant Singh (2ª volta)
- 15 agosto 1880 -        1894 Indrajit Singh                     (m. 1894)
- 14 dicembre 1894 – 21 aprile 1930 Ranjit Singh                       (n. 1888 – m. 1930)
- 21 aprile 1930 – 15 agosto 1947 Devi Sahib Singhji                 (n. 1922 – m. 2007)